# تلوث ضوئي مستقطب

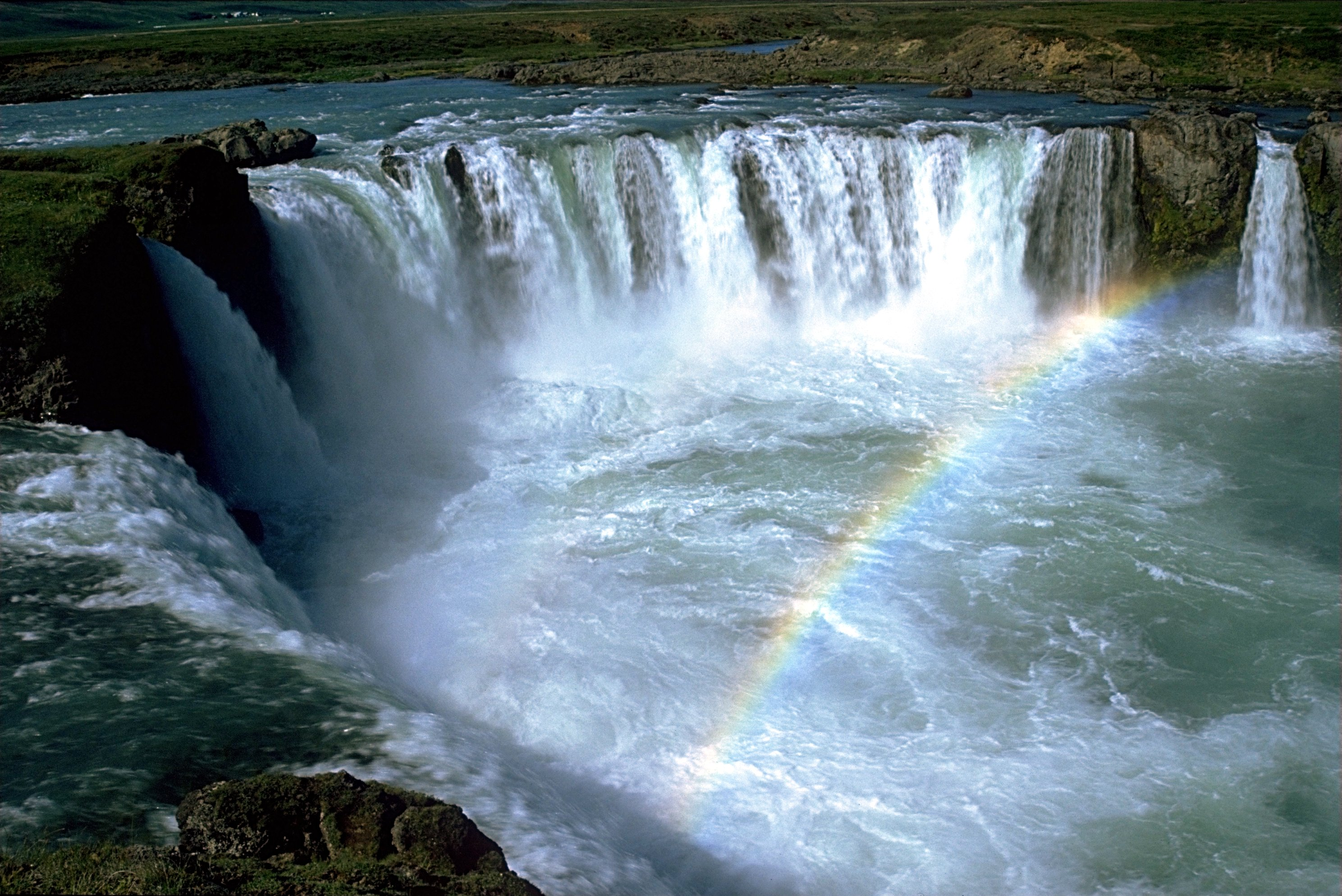
في الطبيعة، الماء وبخار الماء يستقطب أشعة الشمس الطبيعية في المستويات الغير عامودية.

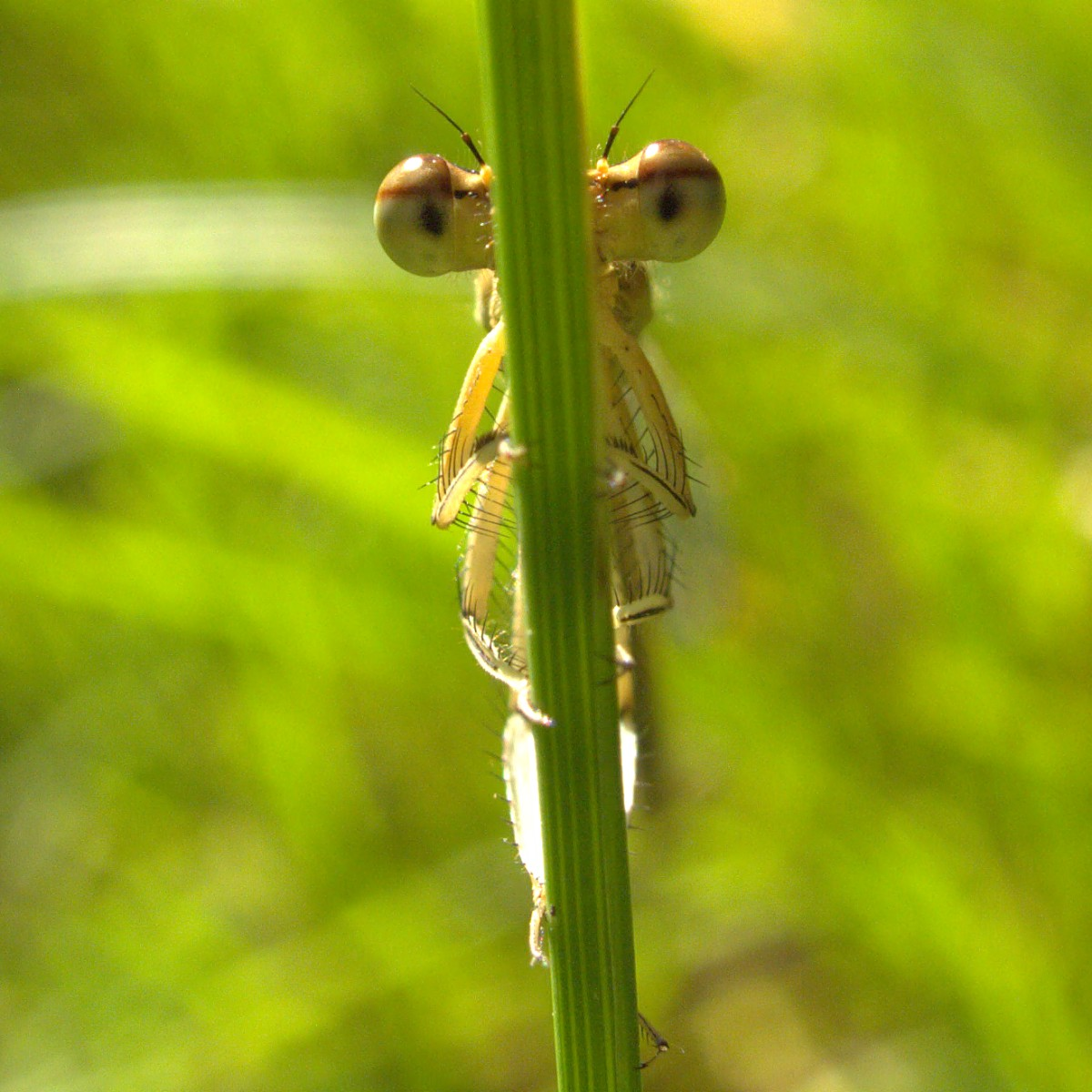
ان عيون حشرة " بلاتيبنيس بلاتيبس " تجمع وتحلل الضوء بشكل مباشر أو بشكل عرضي. مما يزودها بالمعلومات البيئية.

الاستقطاب هو إحدى خصائص موجات الضوء الذي يصف اتجاه تذبذب الضوء. التلوث الضوئي المستقطب  هو شكل من أشكال التلوث الضوئي الذي يشير تحديدا إلى الضوء المستقطب.
 في الطبيعة، بخار الماء والماء يستقطب ضوء الشمس (الذي هو في حد ذاته مستقطب جزئيا). عند تلقي اتجاه الفوتونات المستقطبة، يمكن لبعض الأنواع تصحيح مسارها أثناء الانتقال. الاستقطاب الاصطناعي للضوء الطبيعي أو الاصطناعي يمكن أن يعطل سلوك هذه الأنواع التي تلعب دورا هاما في النظم البيئية. والتلقيح مثال على ذلك.

## تاريخ هذه الفكرة
وقد بين «جان بابتيست بيوت» وفريقه أن محاليل المنتجات العضوية، مثل الفركتوز أو السكروز، يمكنها أن تستقطب الضوء. غير أنه لم يتم إثبات ذلك إلا في العقود الأخيرة وادركوا أن الضوء المستقطب قد يلعب دوراً هاماً في النظم البيئية، ولا سيما في عالم الحشرات.
وفي الآونة الأخيرة، عندما برز مفهوم التلوث الضوئي، نشأت مسألة الآثار المحتملة للاستقطاب الاصطناعي للضوء.
وقد اقترح غابور هورفاث وفريقه  أن هذا المصطلح الجديد يحتاج إلى وصف أفضل من أجل فهم أفضل للاثار البيئية المحددة (بشكل مباشر أو غير مباشر من ناحية المكان والزمان) الناتجة عن الضوء المستقطب (من المصدر أو من خلال التفاعل مع الاحسام المصنوعة أو المعدله من قبل البشر).